# Kriegserklärung Österreich-Ungarns an Serbien

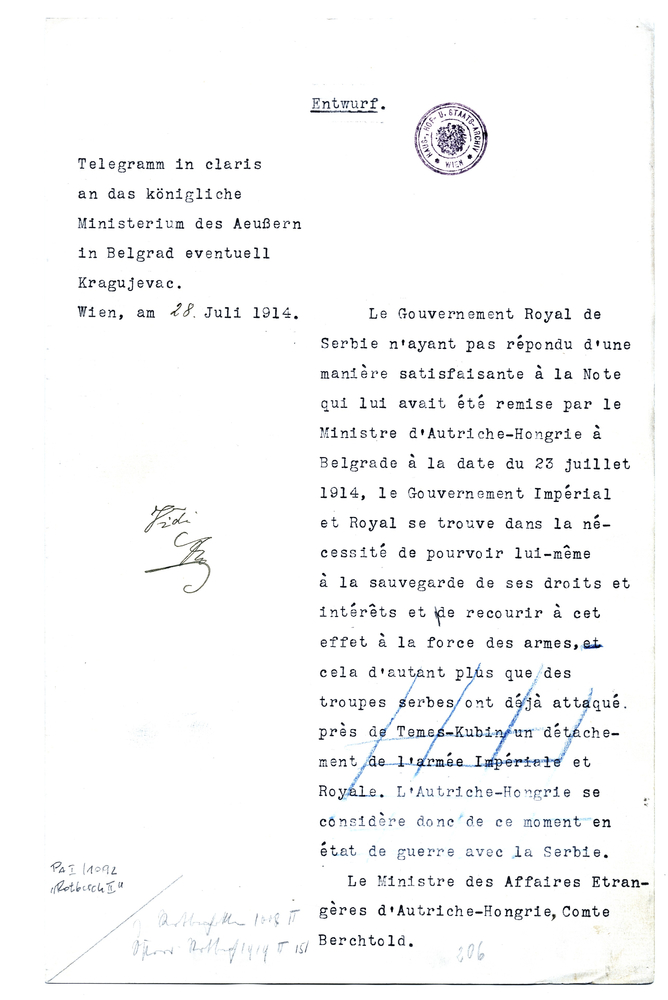
Von Kaiser Franz Joseph unterzeichnete Kriegserklärung mit nachträglicher Streichung durch Außenminister Bechthold

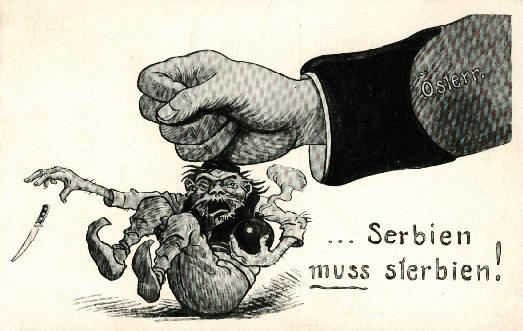
Propaganda gegen Serbien

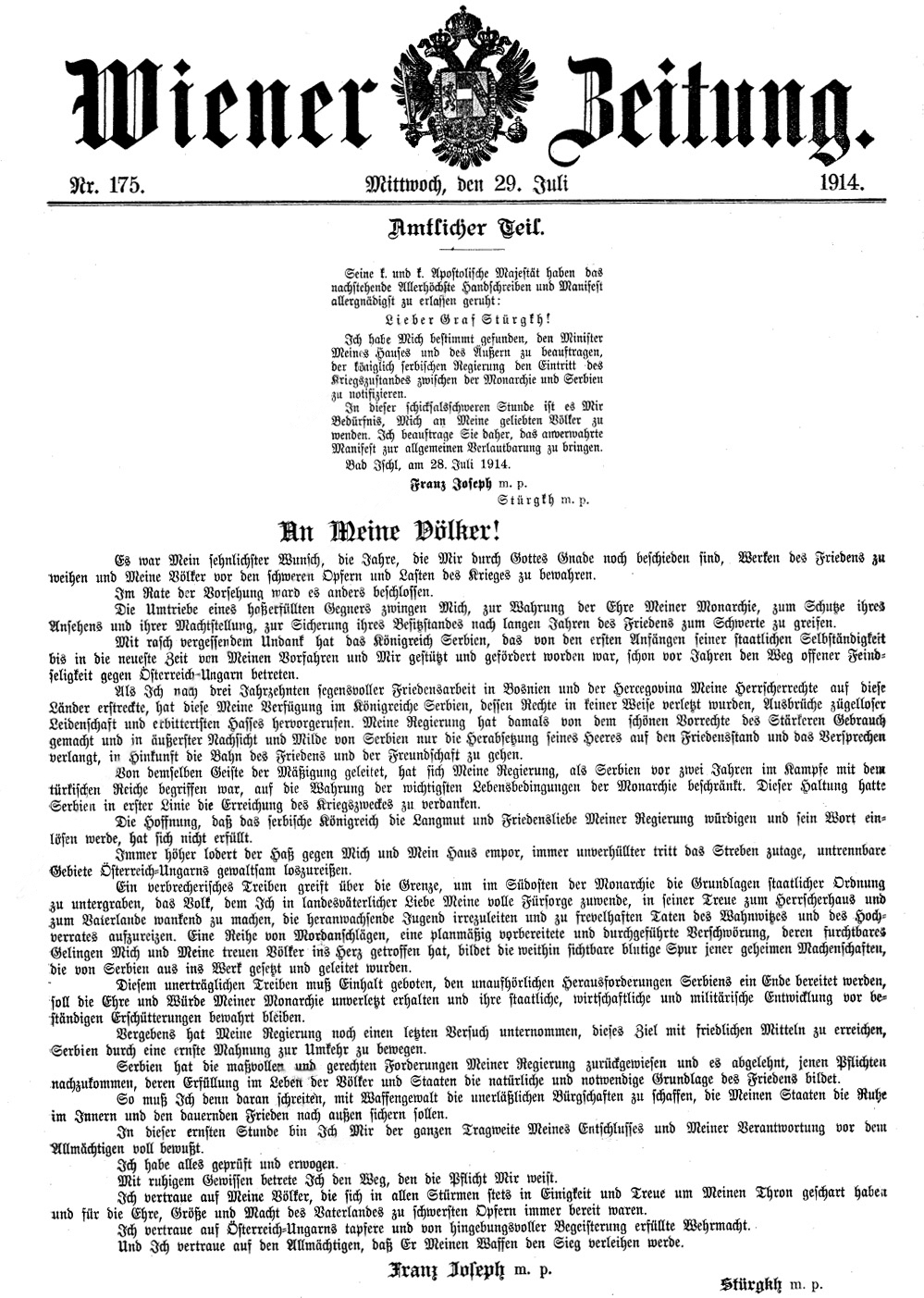
Kaiserliche Proklamation An Meine Völker!

Die Kriegserklärung Österreich-Ungarns an Serbien erfolgte am 28. Juli 1914 und gilt als Beginn des Ersten Weltkrieges.

## Ultimatum wegen des Attentats von Sarajewo
Das Attentat von Sarajevo am 28. Juni 1914 auf den Thronfolger Erzherzog Franz Ferdinand und seine Frau erschütterte Europa und führte zur Julikrise. Österreich-Ungarn machte ohne schlüssige Beweise das Königreich Serbien für den Anschlag mitverantwortlich. Serbien mit seinem slawisch nationalistischen Expansionsdrang und seinem Widerstand gegen die Okkupation Bosnien-Herzegowinas durch Österreich-Ungarn im Jahr 1908 sollte in einem lokalen Krieg besiegt werden, für den das Attentat die moralische Begründung bot.
Wien holte die Rückendeckung des Deutschen Reiches ein, weil man bei einem Krieg gegen Serbien den Beitritt Russlands, Frankreichs und möglicherweise auch des Vereinigten Königreichs auf der Seite Serbiens fürchtete. Dann arbeitete man ein Ultimatum mit teilweise unannehmbaren Forderungen aus, dessen Ablehnung durch Serbien den Kriegsgrund (Casus Belli) liefern sollte. Das  Ultimatum mit einer Frist von 48 Stunden wurde erst am 23. Juli an Serbien überstellt, um Abstimmungen beim Besuch des französischen Präsidenten Poincaré beim Zaren Nikolaus zu vermeiden und die österreichische Mobilisierung logistisch vorzubereiten. Serbien ging fristgerecht weitgehend auf die Forderungen ein, aber in Wien wollte man einen lokalen Krieg und keine diplomatische Lösung. Mit der Rückendeckung des Deutschen Reiches glaubte man in Wien schnell Fakten für eine Neuordnung des Balkans im österreichischen Sinne schaffen zu können. Auf einen längeren Krieg oder gar einen Mehrfrontenkrieg war Österreich-Ungarn weder wirtschaftlich noch militärisch vorbereitet.

## Kriegserklärung und Temes Kubin
Am 27. Juli gingen noch Nachrichten über einen angeblichen serbischen Angriff bei Temes Kubin ein und Außenminister Leopold Berchtold drängte den Kaiser Franz Joseph zu raschem Handeln und der Unterzeichnung einer vorbereiteten Kriegserklärung. Nach der Autorisierung der Kriegserklärung durch den Kaiser strich Berchtold die Textstelle zu Temes Kubin aus der am 28. Juli offiziell übermittelten Kriegserklärung, weil es als Falschmeldung erkannt wurde. Den Kaiser informierte er erst später darüber.
Am 28. Juli verkündete Kaiser Franz Joseph seine Proklamation An Meine Völker!, die am 29. Juli in den Tageszeitungen erschien und in der er seine Völker auf den Krieg einstimmen wollte. 

## Folgen
Die Kriegserklärung rief eine Kettenreaktion hervor. Auf Mobilmachungen folgten die Kriegseintritte Russlands, Deutschlands, Frankreichs und des Vereinigten Königreichs im August 1914.